# Camissecla vespasianus
Camissecla vespasianus is een vlinder uit de familie van de Lycaenidae. De wetenschappelijke naam van de soort werd als Tmolus vespasianus in 1872 gepubliceerd door Butler & Druce.

## Synoniemen
- Thecla nortia Godman & Salvin, 1887